# Axel Adelöw
Axel Adelöw, född 2009, är en svensk barnskådespelare.

## Biografi
Axel Adelöw är mest känd för att ha spelat huvudrollen som sonen Ture i 2021 års julkalender En hederlig jul med Knyckertz, en roll han även spelade i den uppföljande biofilmen Knyckertz & snutjakten från 2023.
Han är även känd för sin medverkan i filmen Ett sista race från 2023, där han spelar huvudpersonen Dennis som ung. Han har spelat huvudroller i SVTs ungdomsserier Klea från 2022 och Dubbelt upp från 2024.
Han medverkade också i filmen Jag kommer hem igen till jul från 2019 där han spelade huvudrollen (Peter Jöback) som ung.
Adelöw har gått på Adolf Fredriks musikklasser i Stockholm. Han har medverkat i TV4:s underhållningsprogram Talang år 2021.
2025 kommer Adelöw att medverka i Bert sabbar allt där han kommer att spela huvudrollen Bert Ljung.

## Filmografi (i urval)
- 2019 – Jag kommer hem igen till jul
- 2021 – En hederlig jul med Knyckertz (TV-serie)
- 2021 – Klea (TV-serie)
- 2022 – Folk och rövare i Kamomilla stad (röst)
- 2023 – Knyckertz och snutjakten
- 2023 – Ett sista race
- 2023 – Dubbelt upp (TV-serie)
- 2025 – Bert sabbar allt
- 2025 – Draktränaren (röst)